# Форнуш (Санта-Марія-да-Фейра)
Форнуш (порт. Fornos; МФА: [ˈfoɾ.nuʃ]) — парафія в Португалії, у муніципалітеті Санта-Марія-да-Фейра. Розташована в західній частині країни, на теренах історичної португальської провінції Бейра. Входить до складу округу Авейру. За адміністративним поділом, чинним до 1976 року, терени парафії були складовою провінції Берегове Дору. Належить до Авейрівської діоцезії Католицької церкви. Патрон — Ісус Христос. Площа — 3,1364 км². Населення — 3397 ос. (2011). Середньо урбанізований регіон. Густота населення — 1083,09 осіб/км²
. Код — 010908.

## Географія

Санта-Марія-да-Фейра (2013)
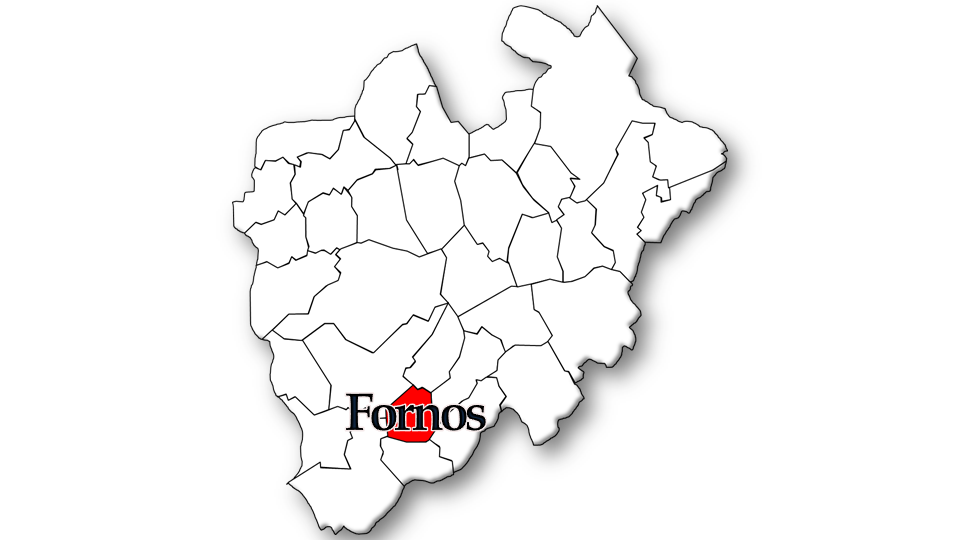
Форнуш

## Населення
| Кількість мешканців | Кількість мешканців | Кількість мешканців | Кількість мешканців | Кількість мешканців | Кількість мешканців | Кількість мешканців | Кількість мешканців | Кількість мешканців | Кількість мешканців | Кількість мешканців | Кількість мешканців | Кількість мешканців | Кількість мешканців | Кількість мешканців |
| ------------------- | ------------------- | ------------------- | ------------------- | ------------------- | ------------------- | ------------------- | ------------------- | ------------------- | ------------------- | ------------------- | ------------------- | ------------------- | ------------------- | ------------------- |
| 1864                | 1878                | 1890                | 1900                | 1911                | 1920                | 1930                | 1940                | 1950                | 1960                | 1970                | 1981                | 1991                | 2001                | 2011                |
| 671                 | 609                 | 686                 | 740                 | 863                 | 859                 | 1 009               | 1 246               | 1 417               | 1 592               | 2 057               | 2 352               | 2 536               | 2 810               | 3 397               |